# Wriemia nowostiej
„Wriemia nowostiej” (ros. Время новостей, ‘czas wiadomości’) – dziennik społeczno-polityczny wydawany w latach 2000–2010 w Moskwie. 
Ukazywał się pięć dni w tygodniu, od 16 marca 2000. Zespół redakcyjny opracowywał wcześniej dziennik Wriemia MN («Время МН») dla holdingu „Moskowskije nowosti” («Московские новости»).